# Myrmecophilus kinomurai
Myrmecophilus kinomurai är en insektsart som beskrevs av Maruyama 2004. Myrmecophilus kinomurai ingår i släktet Myrmecophilus och familjen Myrmecophilidae. Inga underarter finns listade i Catalogue of Life.